# Meseşenii de Jos
Meseşenii de Jos es una comuna ubicada en el distrito de Sălaj, Rumania.

## Superficie
Posee una superficie de 62,86 kilómetros cuadrados.

## Demografía
Hasta 2021 la población era de 3317 habitantes, con una densidad de población de 52,77 habitantes por kilómetro cuadrado.